# Université d'État Northwestern
L'université d'État Northwestern (en anglais : Northwestern State University) est une université américaine située à Natchitoches en Louisiane.

## Source
- (en) Cet article est partiellement ou en totalité issu de l’article de Wikipédia en anglais intitulé « Northwestern State University » (voir la liste des auteurs).